# 日本手話通訳士協会
一般社団法人日本手話通訳士協会（にほんしゅわつうやくしきょうかい）は、手話通訳士によって構成される一般社団法人。法人の設立は2009年である。手話通訳士倫理綱領に基づく活動を行っている。強制入会制度はとっておらず、加入は各手話通訳士の任意である。
- 事務所所在地：東京都文京区

## 活動
手話通訳士倫理綱領に基づくものを業務とする。